# アブドゥルマリク
アブドゥルマリク（アブドゥルマリク・ブン・マルワーン・ブン・アル＝ハカム, アラビア語: عبد الملك بن مروان بن الحكم, ラテン文字転写: ʿAbd al-Malik b. Marwān b. al-Ḥakam, 644年7月/8月または647年6月/7月 - 705年10月9日）は、第5代のウマイヤ朝のカリフである（在位：685年4月 - 705年10月9日）。
アブドゥルマリクはイスラーム教徒として生まれ育った世代としては最初の世代に属し、マディーナでの幼少期には敬虔な生活を送った。その後、ウマイヤ朝の創始者であるムアーウィヤ1世や父親のマルワーン1世の下で軍事や行政の経験を積み、父親の死後に当初予定されていた後継者であるヤズィード1世の息子のハーリドを差し置いてカリフに即位した。即位当時のイスラーム国家は第二次内乱として知られる混乱期にあり、ウマイヤ朝の支配地はシリアとエジプトに限定されていた。
686年にイラクの支配権の奪回に失敗したアブドゥルマリクはシリアの支配権を固めることに注力し、ウマイヤ朝に対抗してメッカでカリフを称していた最大の敵対者であるアブドゥッラー・ブン・アッ＝ズバイルの打倒を目指した。しかし、689年には攻勢に出ていたビザンツ帝国（東ローマ帝国）と不利な条件で講和条約の締結を余儀なくされ、その翌年には遠征中に親族のアル＝アシュダクがダマスクスで反乱を起こした。アブドゥルマリクは反乱を鎮圧すると691年にジャズィーラ（メソポタミア北部）でウマイヤ朝の支配に抵抗していたカイス族を帰順させ、自軍へ組み入れることに成功した。そして同年にイラクを統治していたアブドゥッラー・ブン・アッ＝ズバイルの弟のムスアブ・ブン・アッ＝ズバイルを破ってイラクの支配権を回復すると、将軍のアル＝ハッジャージュ・ブン・ユースフをメッカへ派遣して692年末にアブドゥッラー・ブン・アッ＝ズバイルを殺害し、イスラーム国家をウマイヤ朝の下で再統一した。
イスラーム国家の再統一後にビザンツ帝国との戦争が再開され、ウマイヤ朝はアナトリアとアルメニアへ進出するとともに698年には北アフリカのカルタゴを破壊し、後に北アフリカ西部とイベリア半島を征服するための拠点となるカイラワーンの支配を手にした。東方ではイラクの総督となったアル＝ハッジャージュ・ブン・ユースフがイブン・アル＝アシュアスの反乱を鎮圧してホラーサーンを含む東方地域におけるウマイヤ朝の支配を確固なものとし、ハワーリジュ派の反乱も698年までに封じ込めることに成功した。晩年には最後の課題となっていた後継者問題で息子のアル＝ワリード（ワリード1世）の継承を確保し、705年にダマスクスで死去した。
アブドゥルマリクは先任者たちの下での分権的な統治体制を改め、権力の中央集権化を推し進めた。軍事体制は現地の部族の有力者に依存した体制から中央のシリア軍を各地へ派遣する体制に変わり、地方の軍事力への依存度を低下させた。地方の税収の余剰分はダマスクスへ送られるようになり、初期のイスラーム教徒による征服活動に従事した兵士とその子孫が受給していた伝統的な俸給は廃止され、兵士の俸給の受給対象は現役の者に限られるようになった。また、アブドゥルマリクの改革の中で最も重要な政策となったのは、従来のビザンツ帝国とサーサーン朝の通貨に代わって単一のイスラーム通貨を導入し、シリアとイラクにおける官僚機構の公用語をギリシア語とペルシア語からアラビア語へ切り替えたことである。アブドゥルマリクはイスラーム教徒として育ったことやキリスト教勢力との対立、そしてイスラームの宗教者層による批判の影響から国家体制のイスラーム化を推進した。エルサレムに岩のドームを建設したこともこのようなイスラーム化政策の一環であった。これらの改革によって後継者のワリード1世の治世における広範囲に及ぶ領土の拡大が可能となり、アブドゥルマリクが築いた中央集権的な統治体制は後の中世におけるイスラーム国家の原型となった。

## 出自と初期の経歴
アブドゥルマリクは644年の7月か8月、または647年の6月か7月にヒジャーズ（アラビア半島西部）のマディーナに建っていた父親のマルワーン・ブン・アル＝ハカムの家で生まれた。母親はムアーウィヤ・ブン・アル＝ムギーラの娘のアーイシャである。両親はクライシュ族の中でも最も強力で裕福な氏族の一つであるウマイヤ家に属していた。イスラームの預言者ムハンマドはクライシュ族の一員であったが、クライシュ族内部からは強力な反発を受けていた。しかし、クライシュ族は630年にイスラームを受け入れ、程なくしてイスラーム教徒の政治を支配するようになった。アブドゥルマリクはイスラーム教徒として生まれ育った世代としては最初の世代に属し、当時のイスラーム国家の政治的中心地であったマディーナで教育を受けた。伝統的なイスラーム教徒による史料では、一般的に敬虔で厳格な人物であったと伝えられている。また、イスラームに深い関心を抱き、恐らくクルアーンを暗記していた。

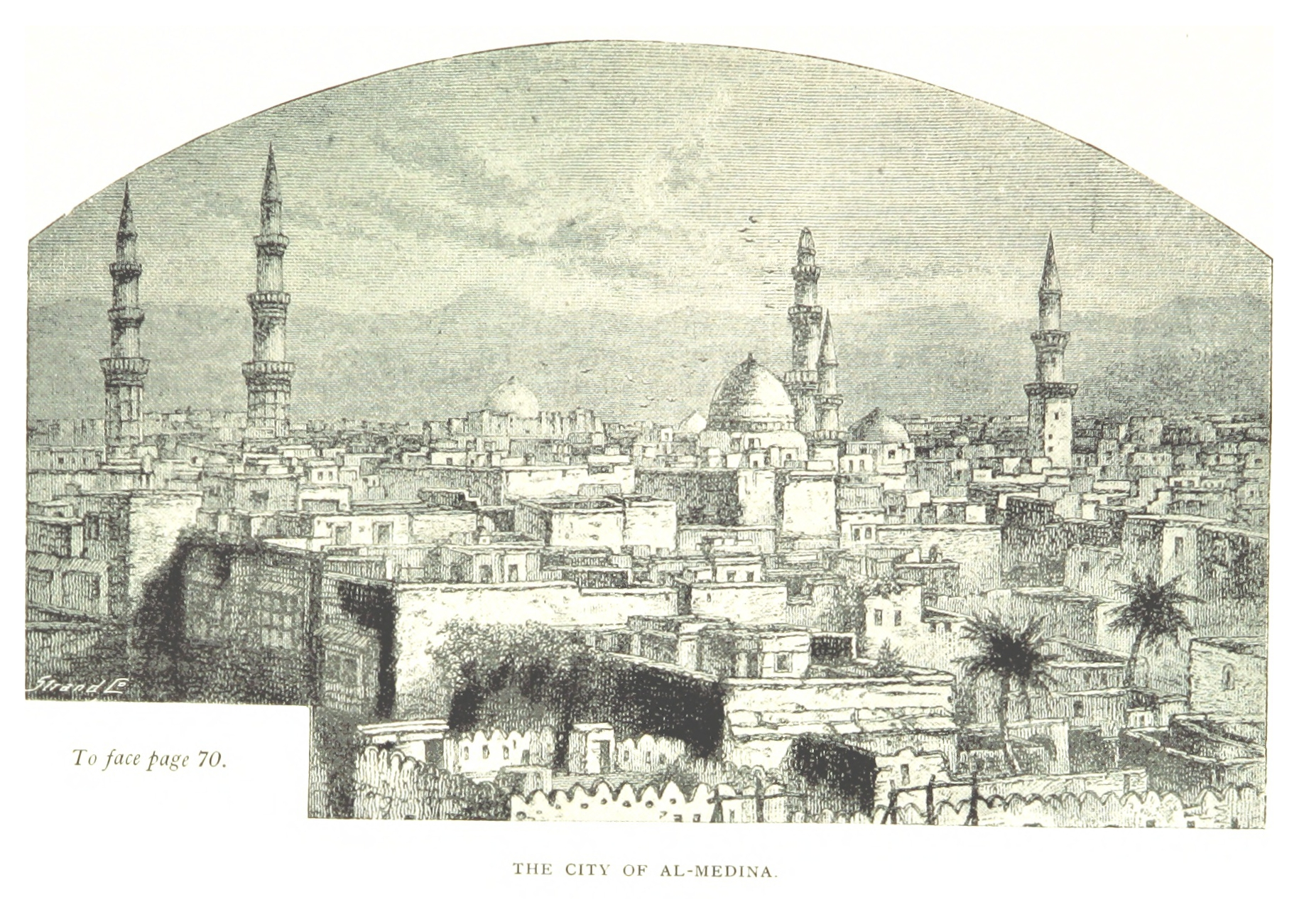
アブドゥルマリクが生まれ育ったマディーナ（1895年のイラスト）

アブドゥルマリクの父親であるマルワーンはウマイヤ家内の親戚にあたる第3代正統カリフのウスマーン（在位：644年 - 656年）の高位の側近であった。また、アブドゥルマリクは656年にウスマーンがマディーナで暗殺される事件を目撃した。歴史家のアブドゥルアメール・ディクソンによれば、この事件はアブドゥルマリクに永続的な影響を与え、マディーナの住民に対する「不信感」を抱く原因となった。その6年後にはマディーナの住民で構成された海軍部隊の指揮官としてビザンツ帝国（東ローマ帝国）との戦いに臨み、戦いおいて名声を得た。アブドゥルマリクは従伯父にあたるウマイヤ朝の創始者のムアーウィヤ1世（在位：661年 - 680年）からこの任務を与えられていた。その後はマディーナに戻り、マディーナの総督となった父親の下でディーワーン（官僚機構）のカーティブ（書記官）として活動した。
ヒジャーズに残っていた他のウマイヤ家の人々と同様に、アブドゥルマリクは権力基盤を持つシリアのダマスクスから統治するムアーウィヤ1世とは緊密な関係にはなかった。ムアーウィヤ1世はウマイヤ家の中ではアブー・スフヤーンの子孫（スフヤーン家）の系統に属していたが、一方でアブドゥルマリクはより多くの成員を抱えていたアブー・アル＝アースの子孫の系統に属していた。683年にはムアーウィヤ1世の息子で後継のカリフであるヤズィード1世（在位：680年 - 683年）に対する反乱がマディーナで起こり、アブドゥルマリクを含むウマイヤ家の人々はマディーナから追放された。この反乱は第二次内乱として知られるより広範囲に及んだ反ウマイヤ朝運動の一部であった。アブドゥルマリクはウマイヤ朝の首都のダマスクスへ向かう途上でヤズィード1世からマディーナの反乱軍を鎮圧するために派遣されたムスリム・ブン・ウクバが率いる軍隊と遭遇し、マディーナの防備に関する情報を提供した。ヤズィード1世の遠征軍は683年8月に起こったハッラの戦いでマディーナの反乱軍に勝利したものの、同年末にヤズィード1世が死去すると遠征軍はシリアへ撤退した。

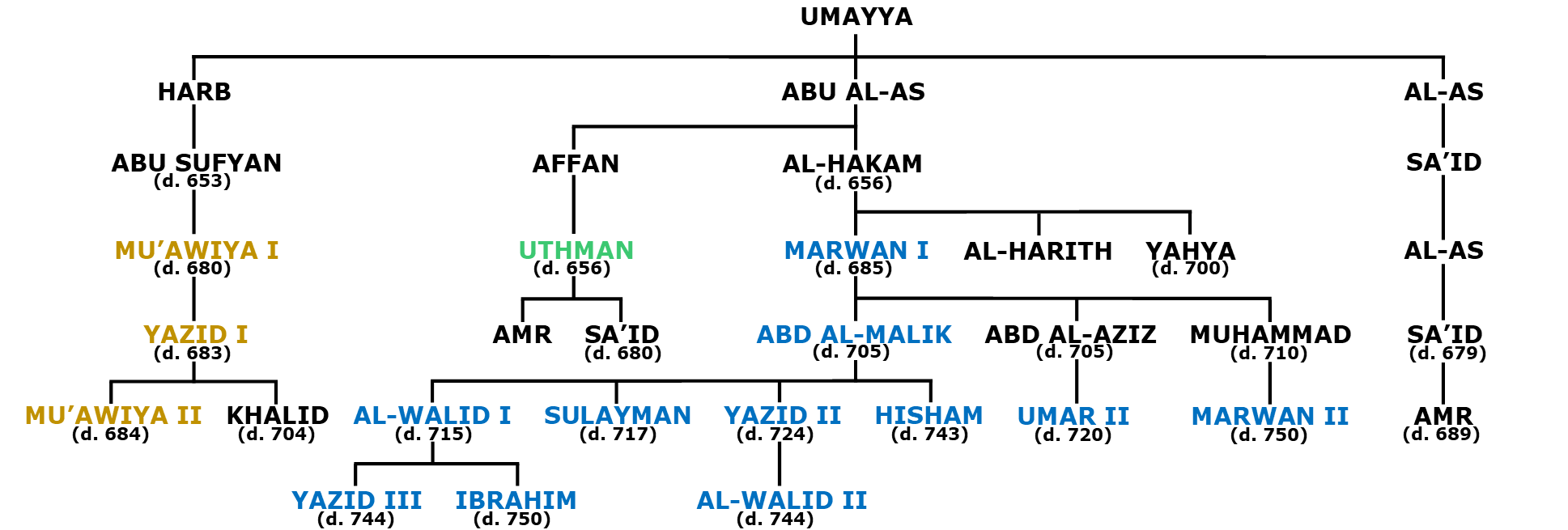
ウマイヤ家と王朝の系図。青色がマルワーン1世とその子孫（マルワーン家）のカリフ、黄色がスフヤーン家のカリフ、緑色が正統カリフのウスマーン。

683年から684年にかけてヤズィード1世とその息子で後継者のムアーウィヤ2世が相次いで死去したことでダマスクスでは指導力の空白が生じ、その結果としてイスラーム国家全域におけるウマイヤ朝の権威が崩壊した。ほとんどの地方はメッカを本拠地にウマイヤ朝に対抗してカリフを称したアブドゥッラー・ブン・アッ＝ズバイル（以下、イブン・アッ＝ズバイル）に忠誠を誓った。その一方でシリアの一部ではウマイヤ朝の宮廷と軍隊において特権的な地位を保持していた古くから存在するアラブ部族、中でもとりわけカルブ族がウマイヤ朝の支配を維持するために奔走した。アブドゥルマリクを含む父親のマルワーンの一家はシリアへ移住していたが、マルワーンはそこでイラクの総督の地位を追われたばかりであったウマイヤ朝の強力な支持者であるウバイドゥッラー・ブン・ズィヤード（以下、イブン・ズィヤード）と会った。イブン・ズィヤードはマルワーンを説得し、カルブ族の族長であるイブン・バフダルが主催するジャービヤで開催されたウマイヤ朝支持派の部族会議でカリフの地位へ志願するように促した。
最終的に部族の指導者たちはこの会議においてマルワーンをカリフに選出し、マルワーンはカルブ族とその同盟者に支援を仰ぐようになった。これらのカルブ族をはじめとする各部族は、建前としては南アラビア（ヤマニ）を共通の起源としていたことから「ヤマン」の総称で知られるようになった。このヤマン族の権力は、ヤマン族と同様の部族連合であり、ムアーウィヤ1世の下でシリア北部とジャズィーラ（メソポタミア北部）を支配していたもののイブン・アッ＝ズバイルへ離反したカイス族を排除することによって成り立っていた。そのカイス族は684年に起こったマルジュ・ラーヒトの戦いでマルワーンとその支持勢力であるヤマン族に完全な敗北を喫し、その結果として二つの部族連合間の対立と長期にわたる血の確執を引き起こすことになった。9世紀の詩人であるアブー・タンマーム（845年没）が編纂した詩撰集に収められた戦闘当時のいくつかの詩によれば、アブドゥルマリクは宗教上の理由からこの戦いには参加しなかった。

## 治世

### カリフ位の継承

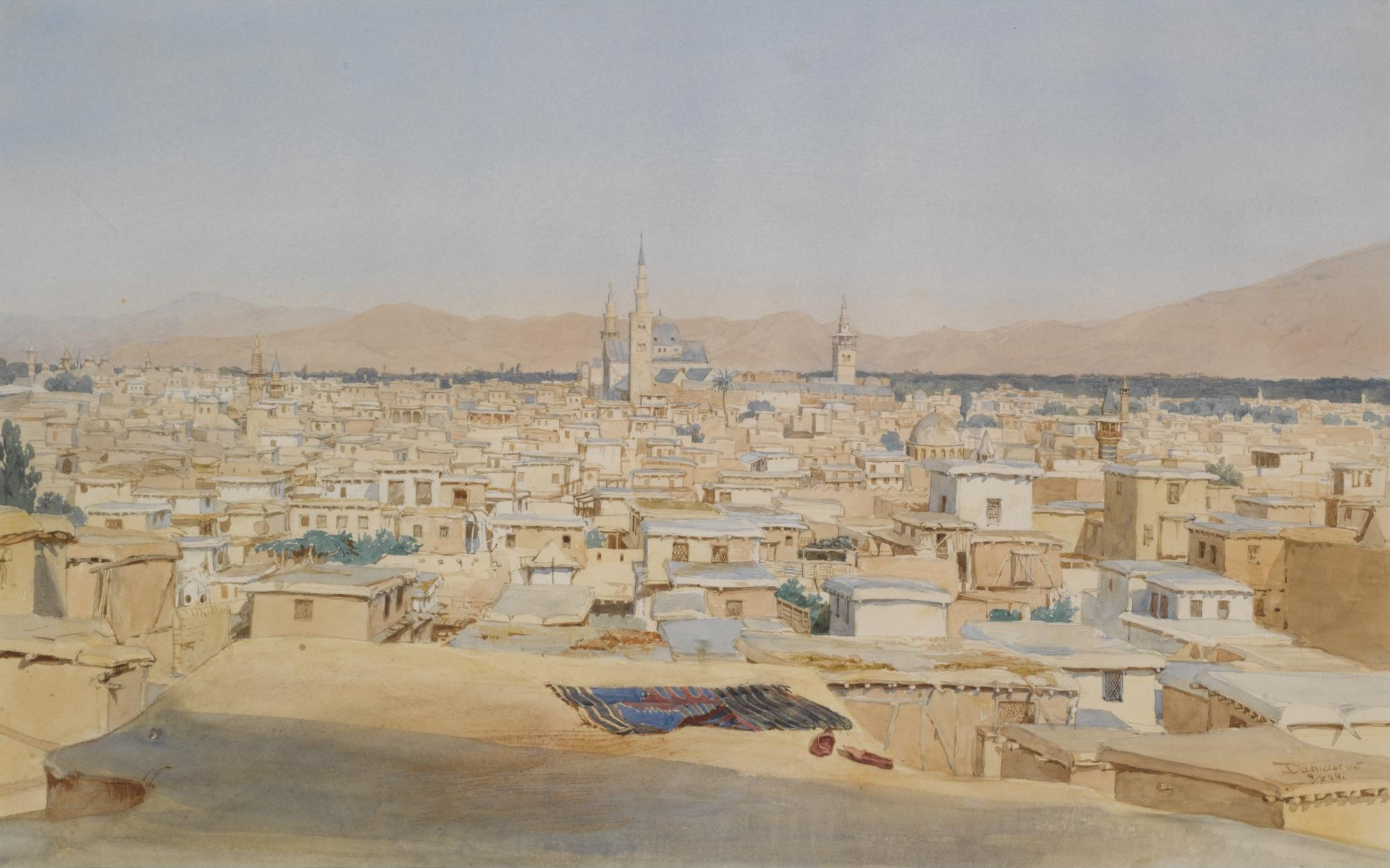
ウマイヤ朝が首都としていたダマスクス（マックス・シュミット画、1844年）

アブドゥルマリクは父親の側近として活動した。そしてダマスクスに拠点を構え、684年後半にマルワーンがイブン・アッ＝ズバイルの支配下にあったエジプトを征服するために遠征に出ていた間、父親の代理として統治に当たった。685年にマルワーンがエジプトの征服を終えて帰国するとシンナブラで評議が開かれ、そこでマルワーンはアブドゥルマリクをパレスチナの総督に任命するとともにカリフの後継者として指名し、さらにアブドゥルマリクに続く後継者としてアブドゥルマリクの弟のアブドゥルアズィーズを指名した。マルワーンはこの指名によって、ヤズィード1世の息子のハーリドがマルワーンの後継者となり、ハーリドの後にはもう一人のウマイヤ家の人物で以前のマディーナ総督のアムル・ブン・サイード・アル＝アシュダクが後を継ぐというジャービヤで取り決められていた後継者に関する合意を破棄することになった。それでもなお、マルワーンはヤマン族の有力者たちからアブドゥルマリクへの忠誠の誓い（バイア）を取り付けることに成功した。
この後継者の変更と指名に関して、歴史家のジェラルド・R・ホーティングは、アブドゥルマリクは政治的な経験が相対的に乏しかったにもかかわらず後継者に指名されたと主張しているが、一方でアブドゥルアメール・ディクソンは、アブドゥルマリクが早い時期から「徐々に重要な地位に就いていた」ことが示すように、「政治的な能力と国家運営や地方行政に関する知識を持っていた」ことから選ばれたと主張している。マルワーンは685年4月に死去し、アブドゥルマリクのカリフへの即位はヤマン族の有力者たちの手によって平和裡に行われた。9世紀の歴史家であるハリーファ・ブン・ハイヤートの記録によれば、アブドゥルマリクはエルサレムでカリフへの即位を宣言したとされているが、現代の歴史家のアミカム・エラドは、この記録について表面的には「信頼することができる」と認めている。
アブドゥルマリクが即位した当初、最も重要な役職はアブドゥルマリクの一族が保持していた。弟のムハンマドはカイス族の鎮圧を任され、アブドゥルアズィーズは705年に死去するまでエジプトの総督として現地の平和と安定を維持した。治世の初期においてアブドゥルマリクはイブン・バフダルやラウフ・ブン・ズィンバーを含むシリアのヤマン族の有力者を重用し、これらの者たちが政権の中枢を担っていた。特にラウフ・ブン・ズィンバーは、最高位の大臣や後のアッバース朝時代のワズィール（宰相）に相当する役割を果たした。さらに、アブドゥルマリクのシュルタ（精鋭の治安部隊）を率いるのは常にヤマン族出身者であった。最初にシュルタの長官に就任したのはヤズィード・ブン・アビー・カブシャ・アッ＝サクサーキーであり、同じくヤマン族出身のカアブ・ブン・ハーミド・アル＝アンスィーが後任となった。カリフのハラス（個人護衛）は通常マウラー（非アラブ系イスラーム教徒の解放奴隷、複数形ではマワーリー）が率い、マワーリーが配属されていた。

### 初期の対立勢力

イスラーム世界が第二次内乱の最中にあった686年頃の勢力図
アブドゥルマリク・ブン・マルワーン（ウマイヤ朝）の支配地域
ムフタール・アッ＝サカフィーの支配地域
アブドゥッラー・ブン・アッ＝ズバイル（ズバイル家）の支配地域
アブドゥッラー・ブン・アッ＝ズバイルを支持する勢力の支配地域
ハワーリジュ派の支配地域

ウマイヤ朝はシリアとエジプトにおける支配を回復させていたものの、アブドゥルマリクは自身の権力に関するいくつかの課題を抱えていた。イスラーム国家のほとんどの地域はイブン・アッ＝ズバイルを引き続き承認していたが、その間にもカイス族はズファル・ブン・アル＝ハーリス・アル＝キラービーの下で再編され、戦略上の要衝でシリアとイラクの境界に位置するカルキースィヤーのユーフラテス川沿いの要塞からジャズィーラに対するウマイヤ朝の支配に抵抗した。

#### イラクにおける挫折
アブドゥルマリクはイスラーム国家全域にウマイヤ朝の支配を回復させることを最重要の課題としていた。そして最初に取り組んだ目標はイスラーム国家で最も裕福な地域であるイラクの再征服であった。イラクには多くの人口を抱えたアラブ系の部族が居住しており、イスラーム国家の兵力の大部分はこれらの部族から供給されていた。一方でエジプトは国庫に多くの歳入をもたらしていたものの、イラクとは対照的にアラブ人の共同体は小規模なものに止まり、兵力の供給源としては貧弱であった。さらにウマイヤ朝にとって軍の屋台骨であるシリアの軍隊がヤマン系とカイス系の部族の間で反目を続けていたため、新たな兵士の供給源が強く求められていた。アブドゥルマリクの前任者が擁していたおよそ6,000人のヤマン族の兵士はシリアにおけるウマイヤ朝の立場を強化することには貢献したが、イスラーム国家全体の支配を取り戻すにはあまりにも少数であった。マルワーンの政権樹立の立役者であるイブン・ズィヤードは、名目上はカイス系に属する部族を含むアラブの諸部族から広く兵士を採用することで軍の増強に着手した。
イブン・ズィヤードはアブドゥルマリクの父であるマルワーンからイラクの再征服の任務を与えられていた。当時イラクとその属領は、クーファを拠点とするアリー家支持派の指導者であるムフタール・アッ＝サカフィーが支配する勢力と、バスラを拠点とするイブン・アッ＝ズバイルの弟のムスアブ・ブン・アッ＝ズバイルが支配するイブン・アッ＝ズバイル派の勢力に二分されていた。しかし、686年8月に起こったハーズィルの戦いで総勢60,000人のイブン・ズィヤードの軍隊が遥かに小規模であったイブラーヒーム・ブン・アル＝アシュタルの率いるムフタールのアリー家支持派の軍隊の前に大敗を喫し、イブン・ズィヤードはほとんどの配下の指揮官とともに戦死した。この決定的な敗北とイブン・ズィヤードの死はイラクに対するアブドゥルマリクの野心にとって大きな後退を意味した。アブドゥルマリクはその後の5年間イラクにおけるさらなる大規模な軍事活動を控えたが、その間にムスアブ・ブン・アッ＝ズバイルがムフタールをその支持者とともに倒して殺害し、イラクの唯一の支配者となった。
アブドゥルマリクはシリアの支配を強化することに焦点を移した。ハーズィルの戦いでイブン・ズィヤード配下のカイス族の将軍であったウマイル・ブン・アル＝フバーブ・アッ＝スラミーがズファル・ブン・アル＝ハーリス・アル＝キラービーの反乱に加わるために戦闘中に配下の部隊ととも離脱するという出来事に見られるように、イラクに対するアブドゥルマリクの努力はカイス族とヤマン族の分裂の影響によって傷つけられていた。この出来事に続くジャズィーラの大規模なキリスト教徒の部族であるタグリブ族に対するウマイルの軍事行動は相次ぐ報復攻撃の連鎖を引き起こし、アラブ部族の間の対立をさらに深めることになった。それまで中立的であったタグリブ族はヤマン族とウマイヤ朝の下に加わった。そしてタグリブ族は689年にウマイルを殺害し、その首をアブドゥルマリクの下へ送った。

#### ビザンツ帝国の攻勢と689年の条約
シリア北方の国境沿いでは678年にアラブ軍によるコンスタンティノープルに対する最初の包囲戦が失敗して以降、ビザンツ帝国が攻勢に出ていた。679年には30年にわたる平和条約が締結され、ウマイヤ朝は毎年の貢納として金貨3,000枚、馬50頭、奴隷50人を引き渡し、ビザンツ帝国の沿岸地帯で占拠していた前進基地からの軍の撤退を余儀なくされた。さらに、イスラーム教徒の内戦が勃発したことでビザンツ皇帝コンスタンティノス4世（在位：668年 - 685年）はウマイヤ朝に領土の割譲と莫大な貢納を強いることができた。685年に皇帝が自ら軍隊を率いてキリキアのモプスエスティアへ向かい、国境を越えてシリアに入る準備を始めたが、シリアでは既に土着のキリスト教徒の集団であるマルダイテスが大きな混乱を引き起こしていた。これに対し、アブドゥルマリクは自分の立場が不安定であったことから、ビザンツ帝国へ1年を通して毎日金貨1,000枚を支払い馬1頭と奴隷1人を引き渡すという条約を結んだ。

7世紀から10世紀にかけての主要な要塞の場所を示したアラブとビザンツ帝国の国境地帯の地図

ビザンツ帝国はユスティニアノス2世（在位：685年 - 695年、705年 - 711年）の下でより攻撃的な姿勢に出たが、9世紀のイスラーム教徒の歴史家であるバラーズリーが記しているように、ビザンツ帝国が直接攻勢をかけたのか、それともマルダイテスを利用してイスラーム教徒に圧力をかけたのかはよくわかっていない。マルダイテスによる略奪行為はレバノン山脈やガリラヤ高地の南部にまで至るシリア一帯に及んだ。これらの襲撃は688年にビザンツ帝国が短期間アンティオキアを奪還したことで最高潮に達した。
イラクにおける失敗はウマイヤ朝を弱体化させていた。そして689年に結ばれた新しい条約はビザンツ帝国にとって非常に有利な内容だった。9世紀のビザンツ帝国の年代記作者であるテオファネスによれば、この条約は685年の貢納義務を繰り返すものであったが、同時にビザンツ帝国とウマイヤ朝はキプロス、アルメニア、およびイベリア（現代のジョージア）一帯を共同統治下に置き、これらの地域の歳入を両国間で分配することになった。そしてビザンツ帝国はこの条件と引き換えにマルダイテスを自国の領内に再定住させることを約束した。その一方で12世紀のシリアの年代記作者であるシリアのミカエルは、アルメニアとアーザルバーイジャーンがビザンツ帝国の完全な支配下に置かれることになったと記している。ビザンツ学者のラルフ＝ヨハンネス・リーリエによれば、この時点でアーザルバーイジャーンは実際にはウマイヤ朝の支配下に入っていなかったため、恐らくこの協定はアブドゥルマリクがビザンツ帝国に対してアーザルバーイジャーンにおけるイブン・アッ＝ズバイル派への攻撃を全面的に容認したことを意味している。また、この協定は双方にとって好都合なものだった。アブドゥルマリクは対立勢力の影響力を減らして北方の国境地帯を守り、一方でビザンツ帝国は領土を獲得して表面的にはイスラーム世界の内戦で勝利したかに見える勢力（ウマイヤ朝）の力を削ぐことができた。およそ12,000人のマルダイテスが実際にビザンツ帝国の領内に再定住したが、多くのマルダイテスは現地に残り、これらのマルダイテスはワリード1世（在位：705年 - 715年）の治世になってようやくウマイヤ朝に服従した。マルダイテスの存在はウマイヤ朝の補給線を混乱させ、ウマイヤ朝はマルダイテスによる襲撃を防ぐために恒常的に軍隊を駐留させる必要があった。
このようなビザンツ帝国の反攻は、初期のイスラーム教徒による征服の前に敗れた人々がイスラーム勢力に対して初めて反撃を挑んだことを意味していた。さらにマルダイテスによる襲撃は、それまでほとんど反乱を起こすことのなかったシリアの大半のキリスト教徒の沈黙に国家がもはや頼ることができないことをアブドゥルマリクとその後継者たちに示した。現代の歴史家であるハーリド・ヤフヤー・ブランキンシップは、689年の条約を「厄介な負担であり完全に屈辱的な条約」と表現し、アブドゥルマリクが戦争時の軍資金に加えて例年の貢納金の支払いも可能であった理由は、かつてのスフヤーン家のカリフによる軍事行動の間に獲得した国庫の資金とエジプトからの歳入に頼ることができたからではないかと推測している。

#### アシュダクの反逆とカイス族の反乱の終焉
アブドゥルマリクは停戦に伴うビザンツ帝国との戦争の中断を利用して689年から690年にかけてイラクのイブン・アッ＝ズバイル派に対する攻撃に乗り出したが、アムル・ブン・サイード・アル＝アシュダクとその支持者たちが軍の陣営を放棄してダマスクスを制圧したためにダマスクスへ引き返すことを余儀なくされた。アシュダクはアブドゥルマリクの即位を以前のジャービヤにおける部族会議で達したカリフ位の継承に関する合意の違反とみなしていた。アブドゥルマリクはアシュダクを16日間にわたって包囲し、都市の放棄と引き換えに身の安全と大幅な政治的譲歩を約束した。アシュダクはこの条件に同意して降伏したが、アブドゥルマリクはアシュダクの以前の野心に対して疑いを持ち続け、結局アシュダクを自ら処刑した。
ズファル・ブン・アル＝ハーリス・アル＝キラービーが支配するカルキースィヤーでは、685年か686年にはイブン・ズィヤード、689年か690年にはヒムス（ジュンド・ヒムス）のウマイヤ朝の総督であるアバーン・ブン・アル＝ワリード・ブン・ウクバがズファルを排除しようとしたが、ズファルは支配を維持し続け、カリフのイラクに対する野心の障害となっていた。さらにズファルはウマイル・ブン・アル＝フバーブ殺害の報復として襲撃を激化させ、ジャズィーラのウマイヤ朝と同盟を結ぶ部族に多大な犠牲を強いた。アブドゥルマリクは691年の夏にカルキースィヤーに対する包囲戦を自ら指揮することに決め、最終的にはウマイヤ朝の宮廷と軍隊における特権的な地位を与えることと引き換えにズファルとイブン・アッ＝ズバイル派のカイス族を味方へ引き入れることに成功した。カイス族の反乱勢力を取り込んだことによってシリア軍は大きく強化され、ウマイヤ朝はジャズィーラに対する支配権を回復させた。これ以降、アブドゥルマリクとその後継者たちは、ウマイヤ朝の宮廷と軍隊におけるカイス族とヤマン族の利益の均衡を図ろうとした。この状況はヤマン族、中でもとりわけカルブ族が軍隊の主力を形成していたそれまでの7年間とは異なるものであった。

### イブン・アッ＝ズバイルに対する勝利

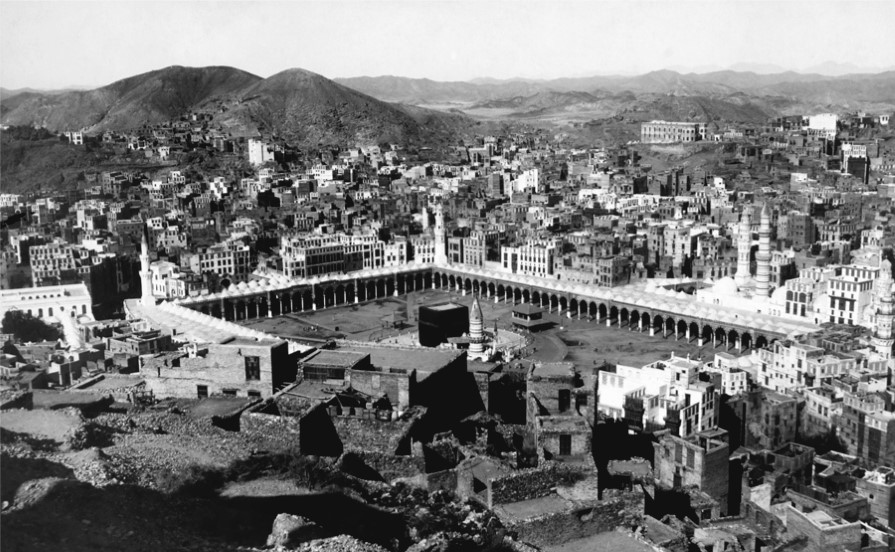
イブン・アッ＝ズバイルの本拠地であったメッカの町とカアバ（1917年）。メッカは692年にアブドゥルマリクが派遣したアル＝ハッジャージュ・ブン・ユースフの率いる軍隊に包囲され、最終的にイブン・アッ＝ズバイルが戦死したことで第二次内乱は終結した。

シリアとジャズィーラにおける脅威が取り除かれたことで、アブドゥルマリクはイラクの再征服に専念できるようになった。ムスアブ・ブン・アッ＝ズバイルがハワーリジュ派の反乱軍との戦いやバスラやクーファで不満を抱くアラブ部族との抗争によって身動きが取れなくなっている間に、アブドゥルマリクは密かにこれらのアラブ部族の支配層と接触し、味方に引き入れていった。このため、アブドゥルマリクがシリア軍を率いて691年にイラクに入るまでにはイラクの奪還に向けた取り組みは実質的に終わっていた。シリア軍の指揮はアブドゥルマリクの一族が執り、弟のムハンマドが前衛軍、ヤズィード1世の息子のハーリドとアブドゥッラーがそれぞれ右翼軍と左翼軍を率いた。多くのシリアの部族の有力者がこの軍事作戦に難色を示し、アブドゥルマリクへ自ら参加しないように助言していた。それにもかかわらず、ドゥジャイル運河沿いに位置するマスキンでムスアブの軍隊と対峙した際にはカリフが自ら陣頭に立った。続いて起こったマスキンの戦いではムスアブ軍の多くの者がクーファのムフタールの支持者たちに強いた多大な犠牲に憤慨していたために戦闘を拒否し、有力な指揮官であったイブラーヒーム・ブン・アル＝アシュタルは戦闘の開始時に戦死した。アブドゥルマリクはムスアブに対しイラクかムスアブが望む地の総督の地位を与えると持ち掛けて降伏を促したものの、ムスアブはこれを拒否して戦死を遂げた。
勝利したアブドゥルマリクはクーファの有力者たちから忠誠の誓いを受け、イスラーム国家の東部諸州の総督を任命した。そしてヒジャーズのイブン・アッ＝ズバイルを制圧するために総勢2,000人のシリア軍を派遣した。この遠征軍の指揮官であるアル＝ハッジャージュ・ブン・ユースフは、実力で出世を掴み、カリフの非常に有能な協力者となっていた。ハッジャージュは数か月の間メッカの東に位置するターイフに陣を構え、アラファトの平野でイブン・アッ＝ズバイルの支持者たちと何度も小競り合いを繰り返した。アブドゥルマリクは先にイブン・アッ＝ズバイル派の総督からマディーナを奪っていたマウラーのターリク・ブン・アムルが率いる援軍を送った。692年3月にハッジャージュはイブン・アッ＝ズバイルの本拠地であるメッカを包囲し、イスラームの最も神聖な聖域であるカアバをカタパルトで砲撃した。最終的にイブン・アッ＝ズバイルの息子を含む10,000人の支持者が降伏して恩赦を受けたが、イブン・アッ＝ズバイルと主だった支持者たちはカアバで抵抗を続け、9月か10月にハッジャージュの部隊によって殺害された。イブン・アッ＝ズバイルの死によって第二次内乱は終結し、イスラーム国家はアブドゥルマリクの下で再統一された。キリスト教徒の宮廷詩人であるアル＝アフタルは、文学史家のスザンヌ・ステトケヴィッチがアブドゥルマリクの勝利を「宣言」し「正当化」することを意図したものであると主張している詩の中で、イブン・アッ＝ズバイルが倒される直前か直後の時期にアブドゥルマリクを次のように讃えた。

その才能が我々を見放すことなく、神が勝利をもたらした者へ、その勝利を長く楽しませよう！

戦いの深みへ身を投じ、幸運の兆しとなるその者は、人々が雨を乞う神のカリフである。

その者の魂が意思を囁くならば、勇気と戒めを二つの鋭利な刃のようにし、毅然としてその者を先へと送り出す。

その者の中には共有する幸福が宿り、その者が保証した後にはいかなる危機もその誓約からその者を誘惑することはできない。
—アル＝アフタル（640年 - 708年）、『ハッファ・ル＝カティーヌ』（去って行った部族）
勝利を収めたアブドゥルマリクはクライシュ族の内部でウマイヤ家と対立したズバイル家やアリー家を含むヒジャーズの支配層との和解を目指した。683年にヒジャーズを追放されたウマイヤ家の一族がこの地域に不在であったため、アブドゥルマリクは別のクライシュ族の氏族であるマフズーム家を仲裁者として利用した。しかし、一方ではヒジャーズの支配層の野心を警戒していたアブドゥルマリクは油断することなくマディーナの何人かの総督を通してこれらの人々の監視を続けていた。ヒジャーズに加えてイエメンとヤマーマ（アラビア半島中部）の総督にも任命されたアル＝ハッジャージュ・ブン・ユースフは、693年と694年のハッジ（メッカへの巡礼）の巡礼者のキャラバンを統制した。ハッジャージュはヒジャーズの平和を維持していたが、その統治の厳しさは住民から多くの不満を招き、アブドゥルマリクによってその任を追われる原因になったとみられている。最終的にマフズーム家の出身でアブドゥルマリクの義理の父にあたるヒシャーム・ブン・イスマーイールが総督に任命された。ヒシャームは701年から706年にかけての任期中にマディーナの住民を残忍に扱ったことで知られている。

### イラクと東部諸州の統合
内乱における勝利にもかかわらず、630年代にイスラーム教徒が征服した時点から政治的に混乱していたイラクの支配と統治はアブドゥルマリクにとって大きな難題であり続けた。アブドゥルマリクはシリア軍を撤退させ、ハワーリジュ派の脅威からバスラを防衛する役割をイラクの人々に委ねていた。東洋学者のハミルトン・ギブによれば、ほとんどのイラクの人々は「苦難と損失以外ほとんど何ももたらさなかった」ハワーリジュ派との戦いに「疲れ切っていた」。特にクーファの出身者は出身地における豊かで快適な生活に慣れてしまっており、家族から離れて長期の軍事行動の任務に就くことに抵抗を感じていた。そしてこのような状況はそれまでのイラクの統治者が常に抱えていた問題でもあった。当初、カリフは弟のビシュルをクーファの総督に任命し、もう一人の近親者のハーリドをビシュルの管轄下に置かれるまでの間バスラの総督に据えた。両者とも総督としての役割を全うするには至らなかったが、最終的にイラクの人々は692年から693年の間にヤマーマでハワーリジュ派の一派であるナジュダ派を倒した。ペルシアにおけるもう一つのハワーリジュ派の一派であるアズラク派はさらに手強い存在であり、イラクの軍隊はビシュルが死去した後の694年にラームホルモズでアズラク派の軍隊に敗れて敗走した。
結局、アブドゥルマリクの一族によるイラク統治の試みは失敗に終わり、アブドゥルマリクは694年にアル＝ハッジャージュ・ブン・ユースフをイラク総督の地位に据えた。クーファとバスラはハッジャージュの下で一つの地方に統合され、ハッジャージュは統治開始当初から効果的にイラクを統治することへの強い意志を示した。そしてアズラク派に対しては以前にズバイル家に仕え、ハワーリジュ派との長い戦いの経験を持っていたアル＝ムハッラブ・ブン・アビー・スフラ・アル＝アズディーを援護し、最終的にムハッラブは697年にアズラク派を打ち倒した。一方で同じ頃にはイラクの中心部でシャビーブ・ブン・ヤズィード・アッ＝シャイバーニーの率いるハワーリジュ派の反乱が勃発し、反乱軍はアル＝マダーインを占領してクーファを包囲した。ハワーリジュ派に立ち向かうにあたって戦争で疲弊したイラクの人々の消極さや能力の欠如といった状況に直面したハッジャージュは、アブドゥルマリクからスフヤーン・ブン・アル＝アブラド・アル＝カルビーが率いるシリアからの援軍を得ることで対処しようとした。より統制のとれた軍隊であったシリア軍は697年の初頭に反乱軍によるクーファへの攻撃を撃退し、シャビーブを殺害した。最終的にハワーリジュ派の反乱は698年までに鎮圧された。アブドゥルマリクはイラクの下にスィースターンとホラーサーンを統合し、その結果ハッジャージュはイスラーム国家の東半分を占める広大な地域の責任を担うことになった。ハッジャージュはムハッラブをホラーサーンの総督代理に任命し、ムハッラブは702年に死去するまでその地位にあった。そしてムハッラブの死後は息子のヤズィードが後を継いだ。ムハッラブは任期中にイスラーム教徒による中央アジアの征服活動を再開したが、アブドゥルマリクの治世にはこの軍事活動による領土の獲得はほとんどなかった。

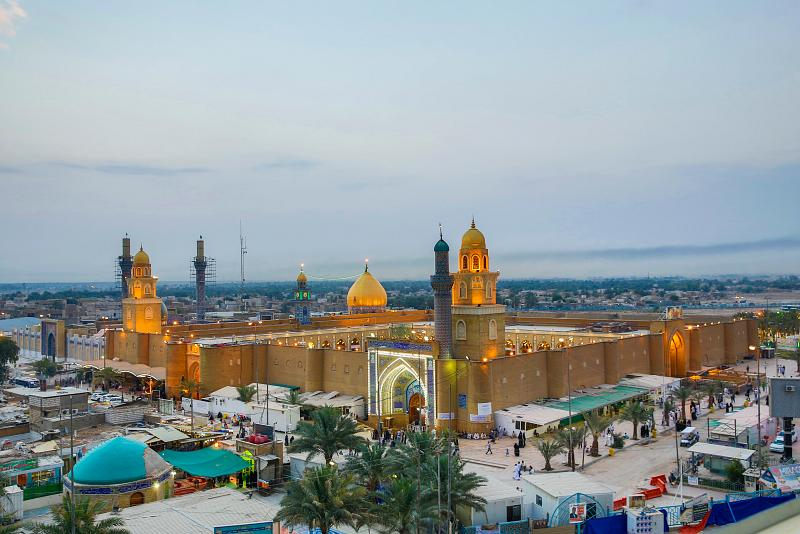
アラブ軍の軍営都市（ミスル）として7世紀に建設されたクーファの町と大モスク（2016年）

ハッジャージュはイラクの総督に着任するとすぐにハワーリジュ派との戦争を遂行する努力に加わらないあらゆるイラク人を死刑にすると脅した。さらに支出を削減するための取り組みの一つとして、イラク人の俸給（アター）を地域内で同等の立場にあったシリア人の俸給よりも低くした。歴史家のヒュー・ナイジェル・ケネディは、ハッジャージュはこの措置によって、「まるでイラクの人々を反乱に駆り立て、破壊するための口実を探しているかのようであった」と述べている。実際にムカーティラ（イラクの守備隊を構成していたアラブ人の部族勢力）との対立は、699年にハッジャージュがイブン・アル＝アシュアスにザーブリスターンへの遠征の指揮を命じたときから顕在化し始めた。イブン・アル＝アシュアスとその指揮官たちは裕福な名家の出身であったためにハッジャージュの度重なる叱責や要求、さらには遠征の困難さに苛立ちを募らせていた。結果としてイブン・アル＝アシュアスとその軍隊はスィースターンで反乱を起こし、701年にシューシュタルでハッジャージュの支援者を破るとその直後にクーファに入った。
ハッジャージュはバスラで自分の出身部族であるサキーフ族の親族やシリア人の支援者たちとともに抵抗したが、イブン・アル＝アシュアスの下で統一されたイラク軍の前線に対して反撃するには兵力が不足していた。事態を憂慮したアブドゥルマリクはイラク人にシリア人と同等とする賃上げとハッジャージュの罷免を提案した。これに対してイブン・アル＝アシュアスの支持者たちがこの提案の受け入れを拒んだことでイブン・アル＝アシュアスも提案を拒否した。その後、同年4月に起こったダイル・アル＝ジャマージムの戦いでハッジャージュがイブン・アル＝アシュアスの軍隊を完全に打ち破り、ハッジャージュは状況の主導権を握った。イラクの人々の多くは武装解除を条件に恩赦を与えると約束されたことで反乱側から離脱したが、イブン・アル＝アシュアスとその中核となっていた支持者たちはザーブリスターンへ逃れた。しかし、イブン・アル＝アシュアスの反乱勢力は702年に散り散りとなって瓦解した。
この反乱の鎮圧は軍事力としてのイラクのムカーティラの終焉とシリア軍によるイラク支配の始まりを告げるものになった。イラク内部の分裂に加えてアブドゥルマリクとハッジャージュが規律の高いシリア軍を活用したことで、イラクの人々が地域内で再び権力を取り戻そうとする試みは無力化された。さらなる反乱の防止を固く決意したハッジャージュは、イラク人の駐屯地として長い歴史のあるクーファとバスラの間に位置するワースィトにシリア軍の常設の駐屯地を築き、地域内の管理をより徹底させた。それ以来政治的な権力はイラクの支配者層となったシリア軍が握り、一方でイラクのアラブ人の有力者層や宗教学者たち、そしてマワーリーは事実上のその臣下となった。さらに農業の盛んなサワード（イラク南部）の土地からの税の余剰分は、それまでのようにイラクのムカーティラに対してではなくシリアの軍隊への支払いのためにダマスクスのアブドゥルマリクの国庫へ送られるようになった。この変化はイスラーム国家の統治をより強固なものにするためのカリフによる広範な軍事活動を反映したものであった。

### アナトリア、アルメニア、および北アフリカにおけるビザンツ帝国との戦争の再開
689年に締結された10年間の停戦条約の存在にもかかわらず、692年にアブドゥルマリクがイブン・アッ＝ズバイルに対して勝利した後にビザンツ帝国との戦争が再開された。戦争行為の再開を決意したのはビザンツ皇帝ユスティニアノス2世であり、表向きにはビザンツ帝国の通貨であるノミスマではなく、同年に導入されたイスラーム通貨（後述）による貢納金の支払いの受入れを拒否したためとされている。この記録はテオファネスだけが残しているもので、その年代記の問題点を疑われていることもあり、すべての現代の研究者から真実と認められているわけではない。テオファネスと後世のシリア語の史料によれば、実際の開戦理由はユスティニアノス2世が条約に反してキプロスに対する管轄権を独占的に行使し、現地の住民をアナトリア北西部のキュジコスへ移住させようと試みたためである。条約によってビザンツ帝国が莫大な利益を確保していたことから、ユスティニアノス2世の決定はビザンツ帝国の人々に加えて現代の歴史家からも同様に批判を受けてきた。しかし、ラルフ＝ヨハンネス・リーリエは、ユスティニアノス2世は内乱におけるアブドゥルマリクの勝利が明白となったことからカリフが条約を破棄するのは時間の問題だと考え、アブドゥルマリクがさらに地位を固めてしまう前に先制攻撃を決意したのではないかと推測している。
ウマイヤ朝は692年に起こったセバストポリスの戦いでビザンツ帝国に大勝を収め、693年から694年にかけてアンティオキア方面に対するビザンツ帝国の反撃を阻止した。その後の何年かにわたってウマイヤ朝はアブドゥルマリクの弟のムハンマドと息子のアル＝ワリード、アブドゥッラー、およびマスラマに率いられたアナトリアとアルメニアのビザンツ帝国領に対する継続的な襲撃を開始し、カリフの後継者たちの下でのこれらの地域におけるさらなる征服の基礎を築いた。そして717年から718年にかけてのアラブ軍による二度目のコンスタンティノープルへの包囲でこの攻勢は最高潮に達した。
ビザンツ帝国ではユスティニアノス2世によって負担を強いられていた軍がその支配を打倒し、皇帝を失脚させたことで695年にヘラクレイオス朝が途絶え、その後の22年にわたる不安定な時代の開始を告げることになった。この期間中にビザンツ帝国の帝位が暴力的なクーデターによって7回入れ替わるという事態になり、この状況はアラブ側の進撃をさらに後押しした。698年か699年にビザンツ皇帝ティベリオス3世（在位：698年 - 705年）は、ユスティニアノス2世によって移住させられたキプロス人と、その移住後にアラブ人によってシリアへ追放されていたキプロス人を島へ帰還させることでアブドゥルマリクと合意を結んだ。アブドゥルマリクの弟のムハンマドは700年以降に一連の軍事作戦によってアルメニアを征服した。アルメニア人は703年に反乱を起こしてビザンツ帝国から支援を受けたものの、ムハンマドは反乱軍を破り、705年に反乱を起こしたアルメニア人諸侯を処刑して反乱を封じ込めた。この結果、アルメニアは同じコーカサス内のアルバニアやイベリアの諸侯国とともにアルミニヤ地方としてウマイヤ朝に併合された。
一方で北アフリカではビザンツ帝国とベルベル人の連合軍が682年にウマイヤ朝のイフリーキヤ総督であったウクバ・ブン・ナーフィーをヴェスケラの戦いで破って戦死させ、イフリーキヤを再征服していた。アブドゥルマリクはアラブの支配を回復するために688年にウクバの副官であったズハイル・ブン・カイスを起用した。ズハイルはマムスの戦いでベルベル人の支配者であったクサイラを殺害するなど最初の成果を上げたものの、その後クサイラの一派によってバルカ（キレナイカ）へ追い返され、最後はビザンツ帝国の海軍の侵攻によって殺害された。695年にはイフリーキヤを奪回するために総勢40,000人の軍隊とともにハッサーン・ブン・アル＝ヌゥマーンを派遣し、ハッサーンはビザンツ帝国領のカイラワーン、カルタゴ、およびビゼルトを攻略した。これに対してビザンツ軍は皇帝レオンティオス（在位：695年 - 698年）が派遣した海軍の増援部隊を得て696年か697年までにカルタゴを奪還した。しかし、最終的にビザンツ軍は撃退され、ハッサーンは698年にカルタゴを占領して破壊した。ケネディの言葉を借りれば、この出来事は「ローマ人によるアフリカ支配の最期であり二度と取り戻されることのない終焉」を告げるものだった。カイラワーンはその後の征服活動のための拠点としてアラブ人よる強固な支配が維持された。さらに、強力なアラブ艦隊の設立に熱心であったアブドゥルマリクの命令によって港湾都市のチュニスが建設され、都市には武器の貯蔵施設が備えられた。ハッサーンはベルベル人に対する軍事活動を継続し、698年から703年の間にベルベル人を破ってその指導者であった女王のカーヒナを殺害した。その後、ハッサーンはエジプト総督のアブドゥルアズィーズによって解任され、ムーサー・ブン・ヌサイルが後任となった。ムーサーはワリード1世の治世にウマイヤ朝による北アフリカ西部とイベリア半島の征服活動を指揮した。

### 晩年
アブドゥルマリクの治世の最後の数年間は、残されている史料に基づけば、概ね国内の平和と権力の良好な安定を迎えた時期として特徴付けられている。691年にカイス族がウマイヤ朝と和解したにもかかわらず根強く残っていたカイス族とヤマン族の間の血の確執は、その治世の終わりには解消されていた。アブドゥルアメール・ディクソンは、これはアブドゥルマリクが「政治的な利益のために部族の感情を抑え込むのと同時に暴力の顕在化を抑制する」ことに成功したからであると述べている。
カリフが直面していた残りの主要な課題は、以前に後継者として指名されていた弟のアブドゥルアズィーズに代わって長男のアル＝ワリードの継承を確保することであった。アブドゥルアズィーズは継承権を辞退するように求めるアブドゥルマリクの懇願を一貫して拒否していたが、705年5月にアブドゥルアズィーズが死去したことで潜在的な衝突の可能性は回避された。カリフはアブドゥルアズィーズの死後速やかに息子のアブドゥッラーをエジプト総督の地位に据えた。そしてその5か月後の705年10月9日にアブドゥルマリクは死去した。歴史家のアスマーイー（828年没）は死因を「乙女たちの疫病」によるものだとしているが、これは疫病がバスラの若い女性から発生し、イラクとシリア一帯に広がっていたことからこのように呼ばれている。アブドゥルマリクはダマスクスのバーブ・アル＝ジャービーヤ（水桶の門）の外に埋葬された。

## 遺産

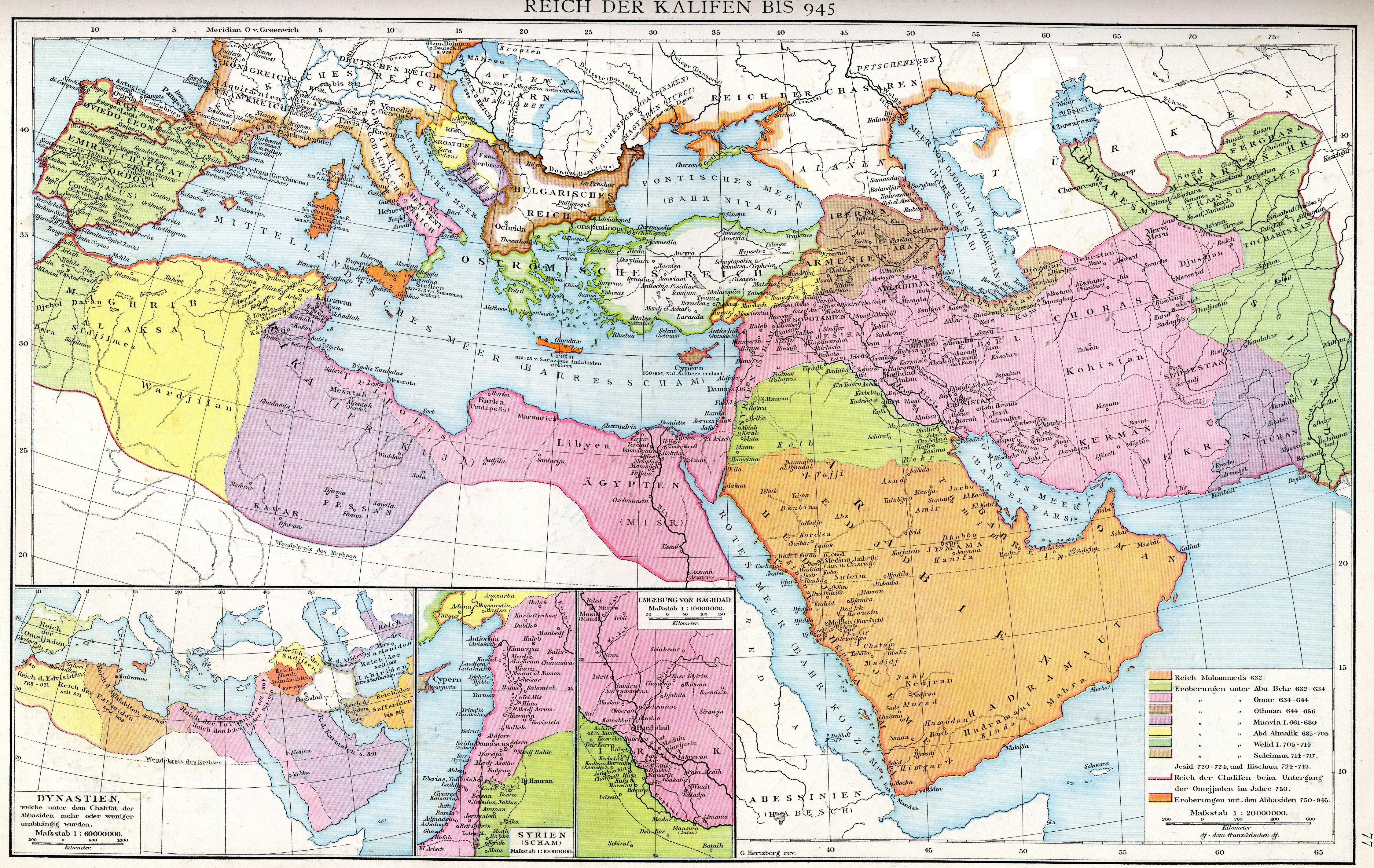
イスラーム帝国の領土の拡大を示した地図。黄色の部分がアブドゥルマリクの治世に新たに獲得された領土。

歴史家のユリウス・ヴェルハウゼンは、アブドゥルマリクをウマイヤ朝のカリフの中で最も「名高い」人物であると述べている。一方、ケネディは「アブドゥルマリクの治世は苦労の末に勝ち取った成功の時代であった」と記している。9世紀の歴史家のヤアクービーは、アブドゥルマリクを「勇気があり、抜け目がなく、賢明であるが、同時に……けち臭い」と評している。アブドゥルマリクの後継者であるワリード1世は父親の政策を継承し、ウマイヤ朝の権力と繁栄の頂点を迎えたと考えられている。アブドゥルマリクは重要な行政改革を実行し、イスラーム国家を再統一し、さらには活発に活動していた国内の反対勢力を制圧することによって、ワリード1世の治世下におけるイスラーム国家の領土の大規模な拡大を可能なものにした。
アブドゥルマリクの他の三人の息子であるスライマーン、ヤズィード2世、およびヒシャームは、弟のアブドゥルアズィーズの息子であるウマル2世（在位：717年 - 720年）の治世を除いて743年まで順番に統治した。ウマル2世とマルワーン2世（在位：744年 - 750年）を除き、アブドゥルマリク以降のウマイヤ朝のカリフはすべてアブドゥルマリクの直系の子孫であったため、イスラーム教徒による伝統的な史料では、アブドゥルマリクは「王たちの父」と呼ばれている。756年から1031年にかけてイベリア半島を支配した後ウマイヤ朝のアミールやカリフたちもアブドゥルマリクの直系の子孫である。アブドゥルマリクの伝記を著したチェイス・F・ロビンソンは、「初期のイスラーム世界における統治の伝統に世襲による権力継承の原則を導入したのはムアーウィヤであったかもしれないが、それをうまく定着させたのはアブドゥルマリクであった」と評している。
アブドゥルマリクによる一族への権力の集中は前例のないものであり、アブドゥルマリクの兄弟や息子たちが各地方やシリアにおける総督の地位をほぼ全て独占していた時期もあった。また、683年にウマイヤ家がマディーナからダマスクスへ追放された結果、ダマスクスのアブドゥルマリクの宮廷にはスフヤーン家の前任者たちの時代に比べてはるかに多くのウマイヤ家の人々が存在していた。アブドゥルマリクはヤズィード1世の息子であるハーリドに宮廷や軍隊における重要な役割を担わせ、娘のアーイシャをハーリドに嫁がせるなど、婚姻関係や官職を与えることを通してスフヤーン家との緊密な関係を維持した。さらにはハーリドの妹のアーティカと結婚し、アーティカはアブドゥルマリクの寵愛を受けたことで最も影響力のある妻となった。

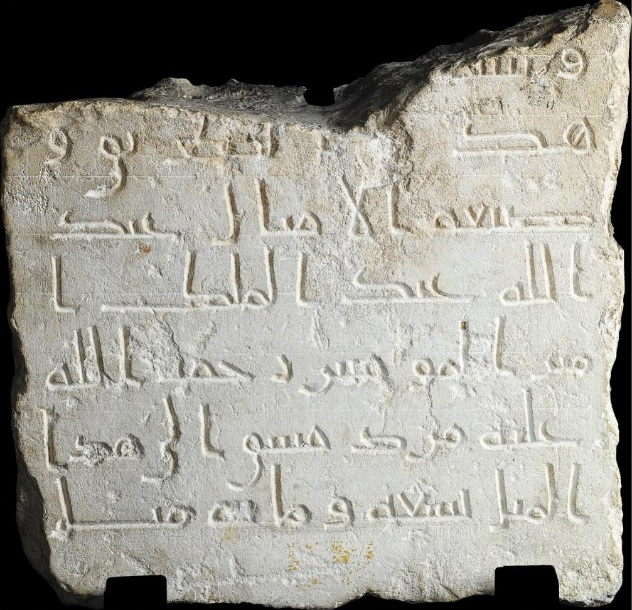
エリコ近郊のハーン・アル＝ハスルーラで発見されたダマスクスとエルサレムを結ぶ道路上のマイルストーン。このマイルストーンはアブドゥルマリクの命令によって製作された。

アブドゥルマリクは内乱の勝利後、ウマイヤ朝の支配をイスラーム国家全域にわたって強化するために広範囲に及ぶ軍事行動に乗り出した。また、ムアーウィヤ1世の死によって失墜したウマイヤ朝の権威が崩壊へ至ったことで、分権的なスフヤーン家の統治体制の維持が困難であることを悟った。ブランキンシップによれば、ウマイヤ朝はイスラーム教徒の敵対者たちを打倒したにもかかわらず、国内的にも対外的にも不安定な状態にあったため、自らの存在を正当化する必要があった。アブドゥルマリクは以前のカリフたちが抱えていた厄介な部族間の対立を解決するために権力の中央集権化を図った。同時にウマイヤ朝による支配の開始時まで遡り、内乱の勃発とともに頂点に達した東方正教会のキリスト教の復活や、イスラームの宗教勢力による批判への対応としてイスラーム化政策を実行へ移す必要に迫られた。アブドゥルマリクが確立した中央集権的な統治体制は後の中世におけるイスラーム国家の原型となった。ケネディは、アブドゥルマリクによる帝国の官僚組織化と中央集権化はさまざまな点において印象的な成果であったが、その治世中にイスラーム社会の中で生じた政治的、経済的、および社会的な分裂は、後のウマイヤ朝にとって解決が困難な遺産であることを証明することになったと指摘している。
ヴェルハウゼンによれば、後世のアッバース朝のカリフたちの統治下におけるほどではなかったにせよ、アブドゥルマリクの統治下では政府が「明らかにより専門的で階層組織的」なものになった。アブドゥルマリクはスフヤーン家のカリフの下での放任型の統治手法とは対照的に、役人を厳しく管理し、役人との交流も大抵において形式的なものにとどめた。また、スフヤーン家の統治時代の場合のように地方が税収の余剰分の大半を保持する状況を終わらせ、これらの余剰分をダマスクスの国庫へ送るようにさせた。さらに、伝統的に非イスラーム教徒の臣民に課せられていた人頭税（ジズヤ）をイラクのマワーリーから徴収するというハッジャージュの政策を支持し、アブドゥルアズィーズにもこの政策をエジプトで実施するように指示したが、アブドゥルアズィーズはこの指示を無視したといわれている。アブドゥルマリクはいくつかの上級官庁を発足させたと考えられており、ダマスクス以外の地域の動向をカリフへ効率的に伝えることを主な目的とした駅逓制度（バリード）を組織したのはイスラームの伝承では一般的にアブドゥルマリクとされている。アブドゥルマリクはダマスクスとパレスチナを結び、エルサレムとその東西の後背地を結ぶ道路の建設と修復も行った。その証拠として、この地域の一帯から7つのマイルストーンが発見されており、最も古いものは692年5月、最も新しいものは704年9月に建てられている。この道路計画はアブドゥルマリクによる中央集権化政策の一環として立てられたもので、シリアとエジプトの中継地として重要な位置を占めていたパレスチナや、カリフにとって宗教的に重要性の高かったエルサレムには特に注意が払われていた。

### イスラーム通貨の導入と官僚機構のアラブ化

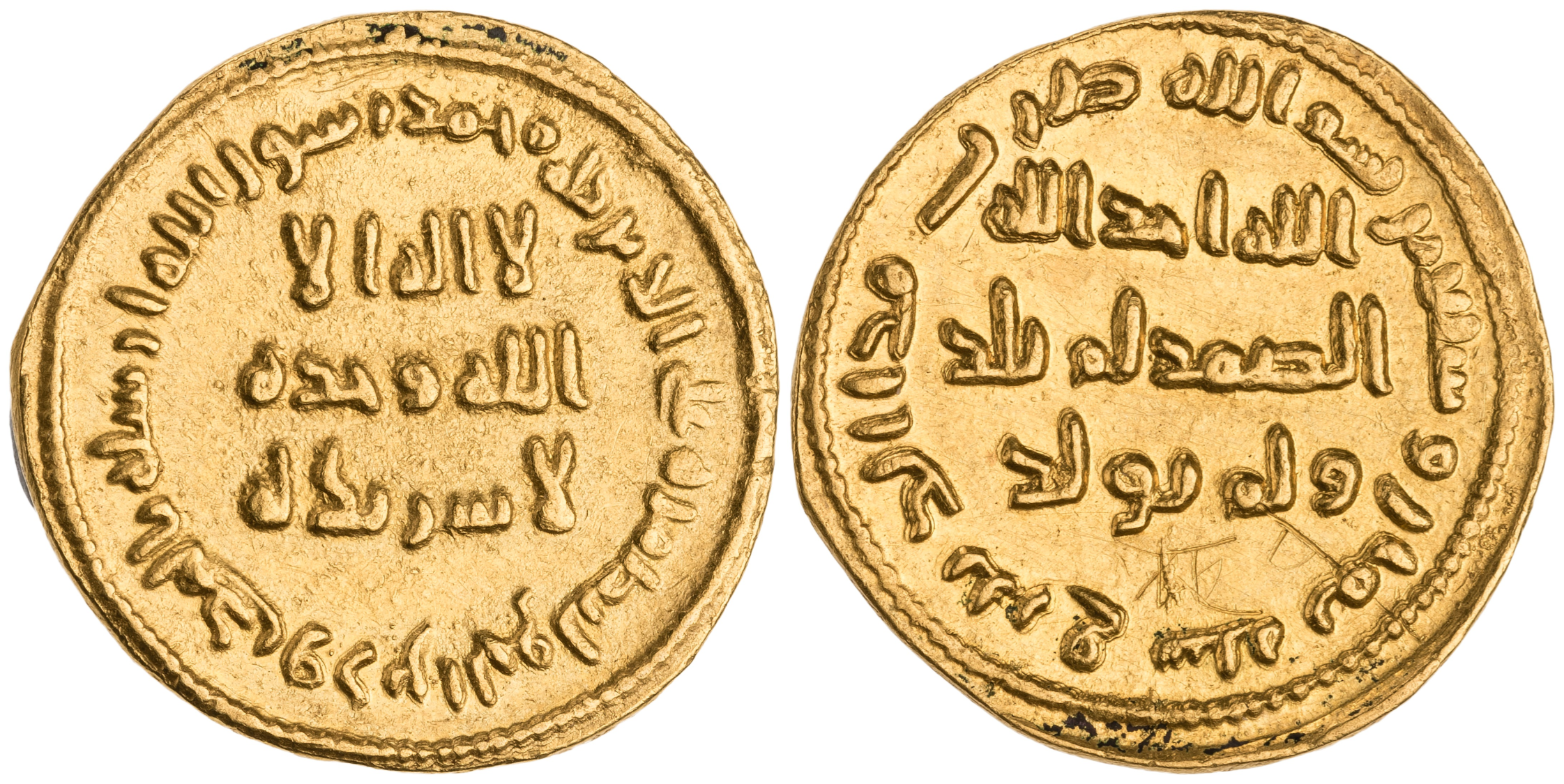
ヒジュラ暦78年（西暦697/8年）にダマスクスで鋳造されたアブドゥルマリクのディナール金貨。アブドゥルマリクは693年に独自のイスラーム通貨を導入し、当初はカリフの肖像が描かれていたものの、後に銘文のみの様式に変更された。

アブドゥルマリクによる中央集権化政策とイスラーム化政策の大きな柱はイスラーム通貨の導入であった。ビザンツ帝国のソリドゥス金貨はシリアとエジプトで廃止されることになったが、そのきっかけになったと考えられているのはビザンツ帝国が691年か692年に硬貨へキリストの像を加えたことであり、これは預言者の像に関するイスラームの禁忌に触れるものであった。アブドゥルマリクはビザンツ帝国の硬貨に代わるイスラーム世界の金貨として693年にディナール金貨を導入した。当初、この新しい硬貨にはイスラーム共同体の精神的指導者であり、最高位の軍司令官でもあるカリフの肖像が描かれていた。しかし、このような意匠はイスラーム教徒の官僚には受け入れられず、696年もしくは697年に肖像のない様式へ変更され、クルアーンからの引用やその他のイスラームの宗教的な定型句が硬貨に刻まれた。698年か699年には東方のかつてのサーサーン朝ペルシア領内でイスラーム教徒が発行していたディルハム銀貨にも同様の変更が加えられた。アブドゥルマリクの新しいディルハムはサーサーン朝時代の銀製の素材と幅の広い形状という特徴を残していたが、前述の理由によってサーサーン朝の王の肖像は硬貨から取り除かれた。

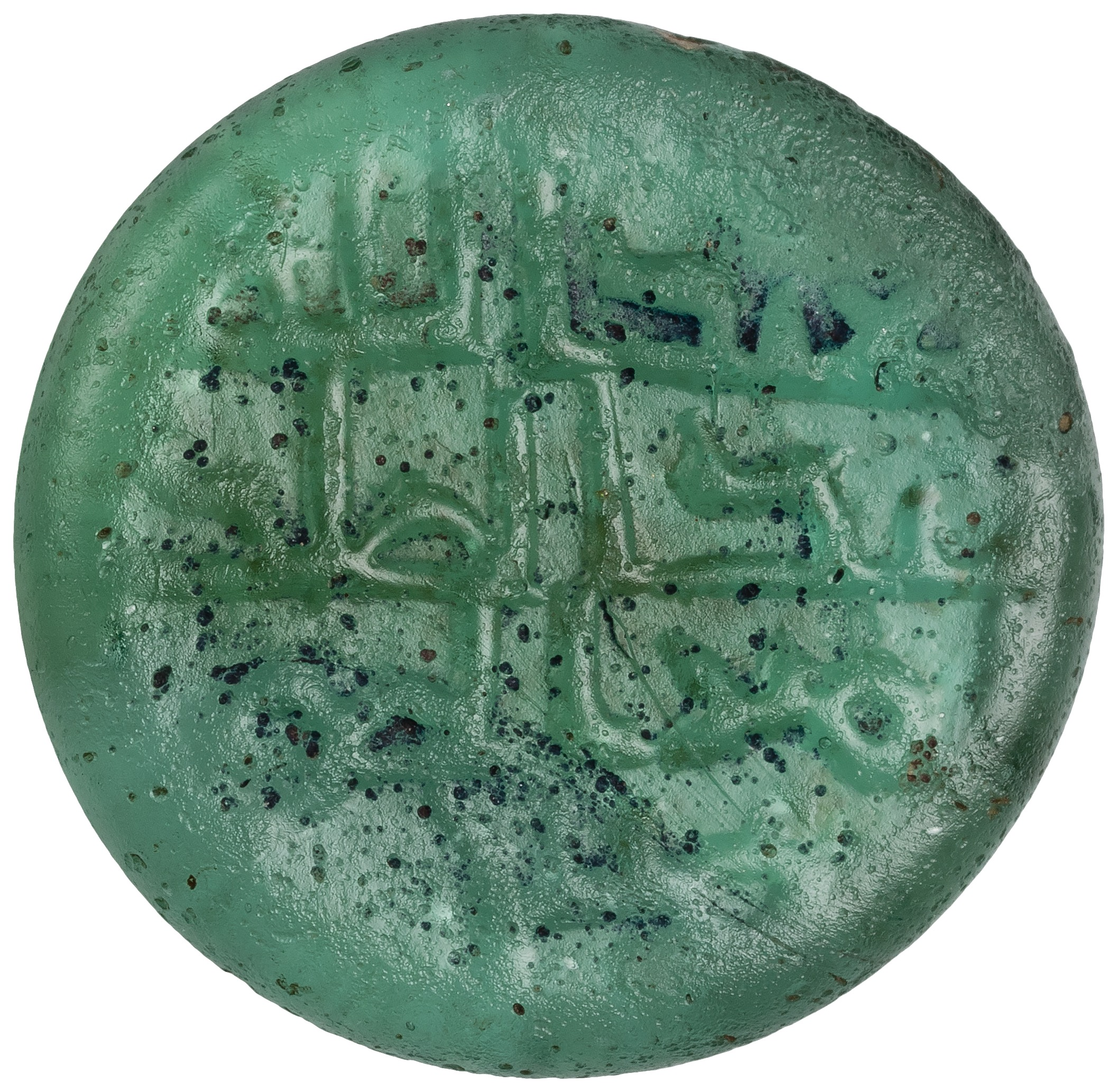
「神の僕、アブドゥルマリク、信徒の長」の銘文が刻まれたダマスクスで製作されたガラス製のコイン・ウェイト（硬貨の重量を計るための重り）

アブドゥルマリクはイスラーム国家の通貨が刷新された直後の700年頃にシリアのディーワーンが用いる言語をギリシア語からアラビア語に変更したと一般的には考えられている。この移行はアブドゥルマリクの書記官であったスライマーン・ブン・サアド・アル＝フシャニーによって実施された。一方でハッジャージュはその3年前にペルシア語が話されていたイラクのディーワーンのアラブ化に乗り出していた。公用語が変更されたにもかかわらず、アラビア語に精通したギリシア語話者やペルシア語話者の官僚は同じ地位に留まった。官僚機構と通貨のアラブ化はカリフが実行に移した行政改革の中でも最も重要なものであった。最終的にアラビア語はウマイヤ朝における唯一の公用語となったものの、ホラーサーンなどの遠隔地では740年代まで移行が実施されなかった。ハミルトン・ギブによれば、この布告は「各地方の多様な税制度の再編と統一に向けた第一歩であり、より完全なイスラーム教徒による行政の確立に向けた手段でもあった」。一方でブランキンシップによれば、実際にウマイヤ朝に「それまで欠けていた観念的、計画的な彩りをより多く与える」イスラーム化政策の重要な一部であった。また、アブドゥルマリクはこの政策と前後してビザンツ帝国の領内でイスラームの教義を広めるためにギリシア語で書かれたイスラームの信仰告白（シャハーダ）を含んだパピルスの輸出を開始した。これはビザンツ帝国とイスラーム教徒の抗争がイデオロギー面へ拡大していたことをより強く証明するものであった。
アブドゥルマリクの下で国家のイスラーム化が進行したことは、イスラーム教徒として生まれ育った支配者の第一世代であるカリフとその政策の実行を担ったハッジャージュの人生にイスラームが影響を与えていたことの部分的な反映でもあった。アブドゥルマリクとハッジャージュは、アラビア語のみが話され、行政官はもっぱらアラブ人のイスラーム教徒が担っていたイスラームの神学と法学の中心地であるヒジャーズで人生の最も多くの時間を過ごした。このため、両者はアラビア語しか理解できず、ディーワーンの役人となっていたシリア人やギリシア人のキリスト教徒やペルシア人のゾロアスター教徒にも馴染みがなかった。スフヤーン家のカリフとそのイラクの総督たちは青年期にこれらの地域に入り、その子供たちがアラブ人のイスラーム教徒の新参者たちと同様に多数派の土着の住民と馴染みがあったのとは全く対照的であった。ヴェルハウゼンは、アブドゥルマリクは「（カリフの）ヤズィードのような軽率なやり方で」信仰心に篤い臣民を怒らせないように注意を払っていたが、即位してからは生い立ちや初期の経歴におけるその敬虔さにもかかわらず、「すべてを政策の下へ従わせ、カアバを破壊の危機に晒すことさえした」と述べている。一方でアブドゥルアメール・ディクソンはこの見解に異議を唱え、アッバース朝時代のイスラーム教徒の史料におけるアブドゥルマリクの即位後の性格の変化とその結果としての信仰心の放棄に関する描写は、「卑劣で、不誠実であり、血に飢えた人物であると非難した」史料の作者たちによる一般的であったアブドゥルマリクに対する敵意に基づいていると指摘している。それでもなおディクソンは、カリフが政治的に必要な状況であると感じたときには若い頃のイスラーム教徒としての理想を無視したと認めている。

### 軍事組織の再編
アブドゥルマリクは先任者たちによるアラブの部族集団を活用した軍隊から組織化された軍隊へ軍事組織を転換させた。同じように、もっぱら部族の地位やカリフとの個人的な関係を通じて権力を得ていたアラブの上流階級の人々も次第に実力で出世した軍人たちに取って代わられていった。中世の史料では、ムダル、ラビーア、カイス、ヤマンといった部族連合の名称のように、軍隊について言及する際にアラブ部族に関する専門用語が使用され続けたため、こうした変化は部分的に不明瞭なものとなっていた。ホーティングによれば、これらの名称は初期のカリフたちが活用した「武装した部族」を表しているのではなく、むしろ部族の出自（それだけではないものの）によってしばしば決まっていた軍隊の派閥の構成者を表している。また、アブドゥルマリクは自身のマウラーで初代の司令官となったアル＝ワッダーフにちなんだベルベル人を中心とする「アル＝ワッダーヒヤ」と呼ばれる私的な民兵組織を立ち上げ、マルワーン2世の治世に至るまでウマイヤ朝のカリフたちによる権力の遂行を支援した。
秩序を維持するためにアブドゥルマリクの下で忠誠心の強いシリアの軍隊がイスラーム国家全域に配備されるようになったが、これは主にイラクにおける部族の有力者層の犠牲の上に成り立っていた。イブン・アル＝アシュアスの下で起こったイラクの有力者たちによる反乱は、アブドゥルマリクに中央政府がイラクとその東方の従属地域の利益を確保する上でイラクのムカーティラが頼りにならないことを示した。軍隊が主としてシリア軍で構成されるようになったのはこの反乱の鎮圧以降のことである。さらにこの変化を決定づけたのは軍人の給与制度の抜本的な改革であり、俸給を支払う対象は現役の者に限られるようになった。これは正統カリフのウマル（在位：634年 - 644年）によって確立された初期のイスラーム教徒による征服活動の兵役経験者とその子孫に俸給を支払う制度に終止符を打つものであった。イラクの部族の有力者はこの俸給を伝統的な権利と考えていたが、一方でハッジャージュは自分とアブドゥルマリクの行政権や軍隊内の忠誠者に報いるための財政能力を制限する障害とみなしていた。クライシュ族を含むヒジャーズの住民に対しても同様に支払いが停止された。このような政策によって、アブドゥルマリクの治世下で税収を俸給の財源とする職業的な軍隊が確立された。しかし、その一方でアブドゥルマリクの後継者たち、特にヒシャーム（在位：724年 - 743年）はシリアの軍隊に依存したため、その軍隊のほとんどがシリアから遠く離れたイスラーム国家の多数の孤立した戦線へ分散することになった。この結果、国家の外敵がシリアの人々に与える負担と損害は増していき、軍隊内の派閥も増えていったために軍の弱体化が進んだ。そして750年にはウマイヤ朝の支配が崩壊するに至った。

### 岩のドームの建設

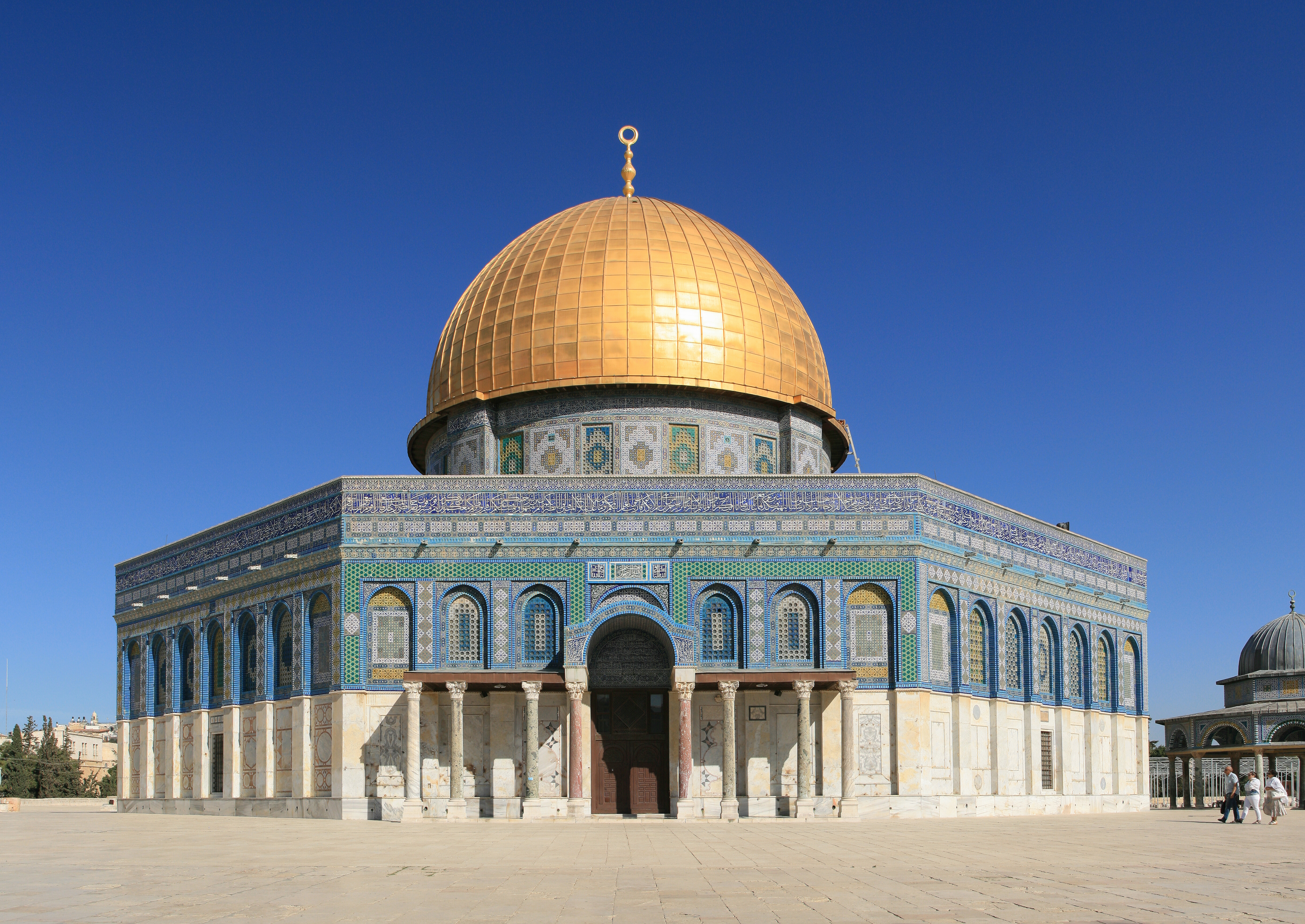
アブドゥルマリクがヒジュラ暦72年（691/2年）に完成させたエルサレムの岩のドーム（2015年）

アブドゥルマリクはヒジュラ暦66年（685/6年）もしくは688年にエルサレムの岩のドームの建設計画を立て始めた。碑文の献辞にはヒジュラ暦72年（691/2年）と記されており、多くの学者はこの年が完成した日付であると認めている。岩のドームはイスラーム教徒の支配者によって建設されたことが考古学的に証明されている最古の宗教的建築物であり、建物にはイスラームと預言者ムハンマドに関する最古の碑文による言及が含まれている。このような碑文が作られたことは画期的な出来事であり、その後のイスラームの建築物には必ずと言ってよいほどムハンマドについて言及されるようになった。イスラーム美術の研究家であるオレグ・グラバールによれば、岩のドームは「芸術作品として、また文化と信仰心を表す記録として」ほとんどすべての点において「イスラーム文化の比類のない記念碑」であり続けている。

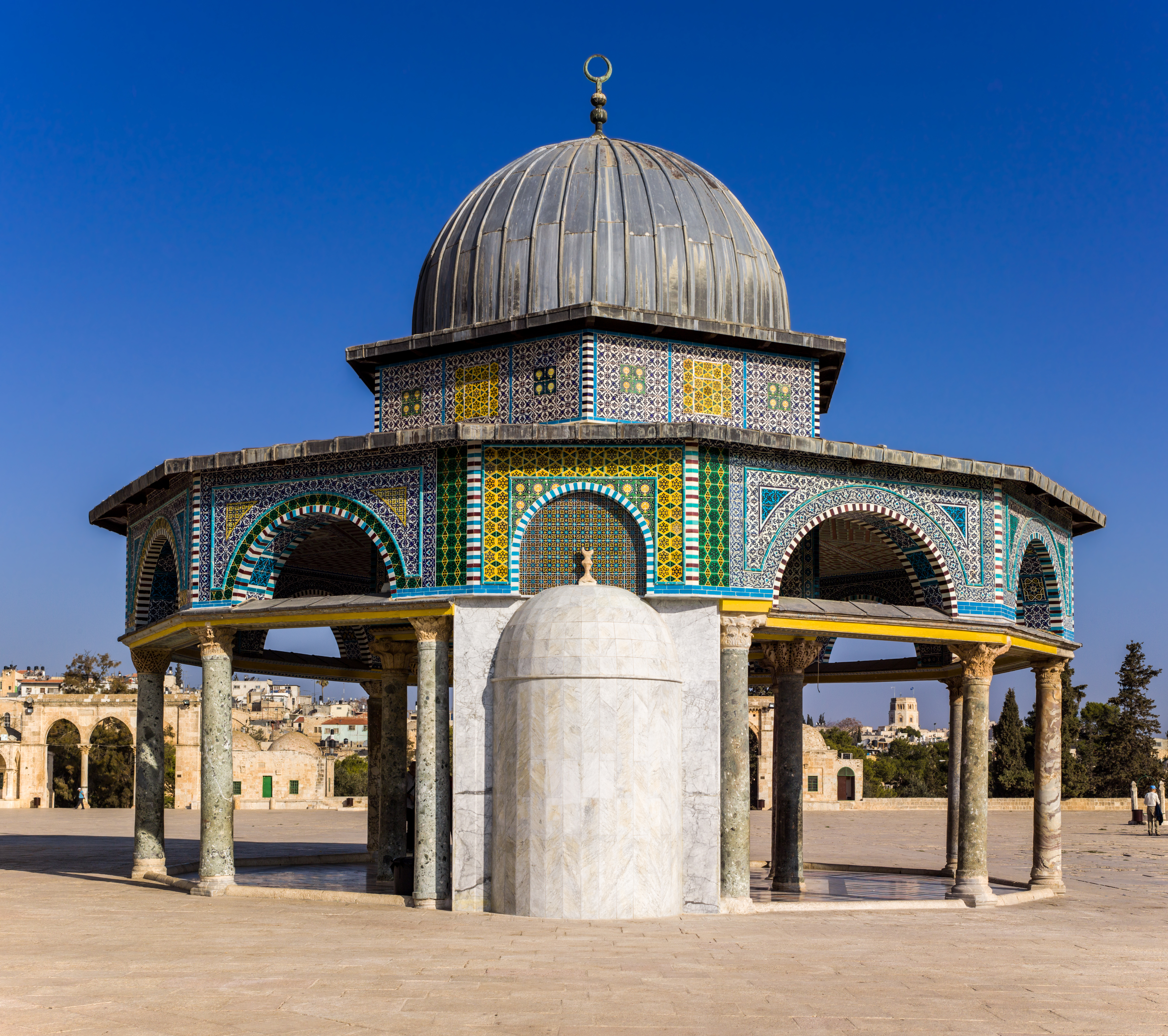
アブドゥルマリクは岩のドームとともに写真の鎖のドームを建築した（2013年）

アブドゥルマリクが岩のドームを建設した動機については中世の史料においてさまざまに説明されている。岩のドームの建設当時、カリフはキリスト教国のビザンツ帝国とそのシリアのキリスト教徒の同盟者に対する戦争に加え、イスラーム教徒の例年の巡礼地であるメッカを支配していた対抗のカリフのイブン・アッ＝ズバイルに対する戦争にも従事していた。各種の説明の内の一つによれば、ユダヤ教とキリスト教という二つのより古いアブラハムの信仰の本拠地であるエルサレムにおいてアブラハムの宗教を共有する状況の中、アブドゥルマリクは岩のドームをキリスト教徒に対する勝利を示し、イスラームの独自性を際立たせる宗教的記念碑とすることを意図していた。もう一つの主要な説明は、イブン・アッ＝ズバイルとの戦争の最中に自身の支配地におけるイスラーム教徒の中心地をメッカのカアバから移すために岩のドームを建設したというものである。メッカではイブン・アッ＝ズバイルが例年のカアバへの巡礼期間中にウマイヤ家を公然と非難していた。現代の歴史家の多くは後者の説明を伝統的なイスラーム教徒の史料における反ウマイヤ朝のプロパガンダの産物であるとして却下し、カアバへの巡礼を果たすというイスラーム教徒の宗教上の前提をアブドゥルマリクが変えようとしたとする説明に疑念を呈しているが、一部の歴史家はこれを疑いの余地なく否定することはできないと主張している。また、アル＝アンダルス（イスラーム勢力下のイベリア半島）出身のアラブ人学者であるイブン・ハビーブ（853年没）によれば、アブドゥルマリクはヒジュラ暦72年（691/2年）に岩のドームに隣接する鎖のドームを建設した。
アブドゥルマリクの息子たちが数多くの建築物を建てさせたのとは対照的に、アブドゥルマリクによる既知の建築活動はエルサレムに限定されている。アブドゥルマリクは岩のドームだけではなく隣接する鎖のドームの建築にも携わり、岩のドームが建てられた聖なる岩を含むように神殿の丘（アル＝ハラム・アッ＝シャリーフ）の規模を拡張させ、さらに神殿の丘に二つの門（恐らく慈悲の門と預言者の門）を建設したと考えられている。恐らくシリアとパレスチナのメルキト派による一次史料に基づくと考えられるテオファネスの記録によれば、カアバを再建するためにゲッセマネにあるキリスト教の聖堂からアブドゥルマリクがいくつかの柱を取り除こうとした。しかし、キリスト教徒の財務長官のサルジューン・ブン・マンスール（ダマスコのイオアンの父）とパレスチナ出身のパトリキオスという名のキリスト教徒の指導者が撤去を取りやめるようにアブドゥルマリクを説得した。そして両者は代わりとなる柱の提供をビザンツ皇帝ユスティニアノス2世に嘆願し、柱を提供させることに成功した。

## 妻子と居所

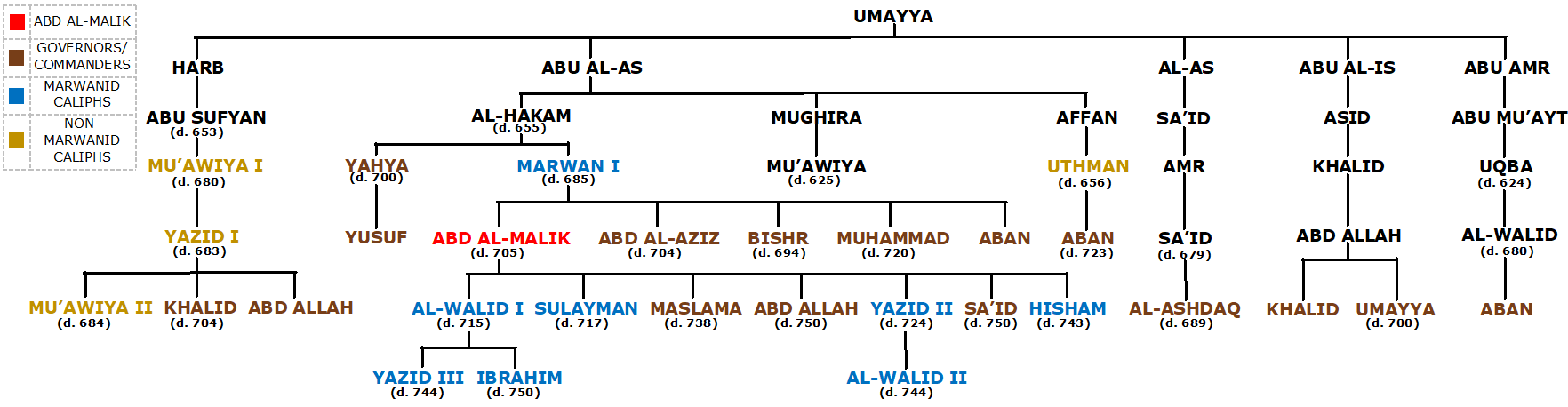
アブドゥルマリク（赤色）とその親族を表した家系図

アブドゥルマリクは数人の妻とウンム・ワラド（女奴隷の内妻）との間に子供を儲けた。アブス族の有力な族長であったズハイル・ブン・ジャズィーマの4代目の子孫にあたるワッラーダ・ビント・アル＝アッバース・ブン・アル＝ジャズはアブドゥルマリクとの間にワリード1世、スライマーン、マルワーン・アル＝アクバルの三人の息子たちと娘のアーイシャを儲けた。カリフのヤズィード1世の娘であるアーティカ・ビント・ヤズィードはヤズィード2世、マルワーン・アル＝アスガル、ムアーウィヤの三人の息子たちと娘のウンム・クルスームを産んだ。マフズーム家の出身で後にアブドゥルマリクと離婚したアーイシャ・ビント・ヒシャーム・ブン・イスマーイールは息子のヒシャームを産んだ。マフズーム家出身のもう一人の妻でイスラーム時代以前のクライシュ族の指導者であるヒシャーム・ブン・アル＝ムギーラの4代目の子孫にあたるウンム・アル＝ムギーラ・ビント・アル＝ムギーラ・ブン・ハーリドは娘のファーティマを産み、ファーティマは後にウマル2世と結婚した。正統カリフのウスマーンの孫娘であるウンム・アイユーブ・ビント・アムル・ブン・ウスマーンは息子のアル＝ハカムを儲けた。アル＝ハカムは中世のアラブの系図学者からは若くして死去したとされているものの、多くの同時代のアラビア語の詩はアル＝ハカムが成人期まで生きていたことを示唆しており、系図学者の史料とは情報が矛盾している。
同様にアブドゥルマリクはイスラームの預言者ムハンマドのサハーバ（教友）の一人であるタルハ・ブン・ウバイドゥッラーの孫娘のアーイシャ・ビント・ムーサー・ブン・タルハと結婚し、アーイシャは息子のアブー・バクル・バッカールを産んだ。さらにタイイ族出身のシャクラー・ビント・サラマ・ブン・ハルバスと結婚し、正統カリフのアリー・ブン・アビー・ターリブの兄であるジャアファル・ブン・アビー・ターリブの孫娘のウンム・アビーハー・ビント・アブドゥッラー・ブン・ジャアファルとも結婚していたが、後者はアブドゥルマリクがカリフとなって以降の時期に離婚した。その他には複数のウンム・ワラドとの間に息子のアブドゥッラー、マスラマ、サイード・アル＝ハイル、アル＝ムンズィル、アンバサ、ムハンマド、そしてアル＝ハッジャージュを儲けたが、最後のアル＝ハッジャージュはカリフの総督のアル＝ハッジャージュ・ブン・ユースフにちなんで名付けられた。ヤアクービーによれば、アブドゥルマリクが死去した時点で息子のうち14人が存命であった。
アブドゥルマリクは存命中にダマスクスとその近隣にあるさまざまな季節ごとの住居を行き来していた。冬は主にダマスクスとティベリアス湖に近いシンナブラで過ごし、その後はゴラン高原のジャービヤや、ダマスクスのグータの果樹園を見渡せるカシオン山の斜面に位置する修道院の村であるダイル・ムッラーンで過ごした。アブドゥルマリクは通常3月にダマスクスへ戻り、再び夏の暑い時期にベカー高原のバールベックへ向かい、秋の初めにダマスクスへ戻っていた。